# Les Feixes de Coaner
Les Feixes de Coaner és una masia del municipi de Sant Mateu de Bages (Bages) inclosa en l'Inventari del Patrimoni Arquitectònic de Catalunya. Al costat hi ha un pou de glaç inventariat de manera singular.

## Història
El primer amo de les Feixes fou Guillem Feixes nascut aproximadament l'any 1180. L'any 1873 la família Feixes abandonava aquesta masia per traslladar-se a una possessió seva de Camps.
Els Feixes, comerciaven el gel obtingut en el pou, i anaven a vendre'l a Barcelona. Se sap per un document de l'any 1649, en el que es narra la mort de Jacint Freixes quan tornava de Barcelona i que va ser assaltat, assassinat i robat per uns bandits.

## Masia
Es tracta d'una gran masia orientada cap al Sud. Presenta un conjunt de 5 nivells diferenciats, tres d'ells soterranis i dos visibles a l'exterior. La part dels soterranis (antics cellers, graners, estable i planta baixa) està coberta amb volada de punt rodó feta amb calç i sorra, reforçada en el nivell més alt per arcs gòtics de pedra picada. La coberta de les dues plantes superiors d'habitació està feta amb bigues. La planta baixa està dividida en una part pels senyors i l'altra pels masovers (avui en dia no n'hi ha). L'estructura externa de la casa mostra molt bé les diferents etapes d'edificació. Totes les finestres de la casa tenen festejadors.

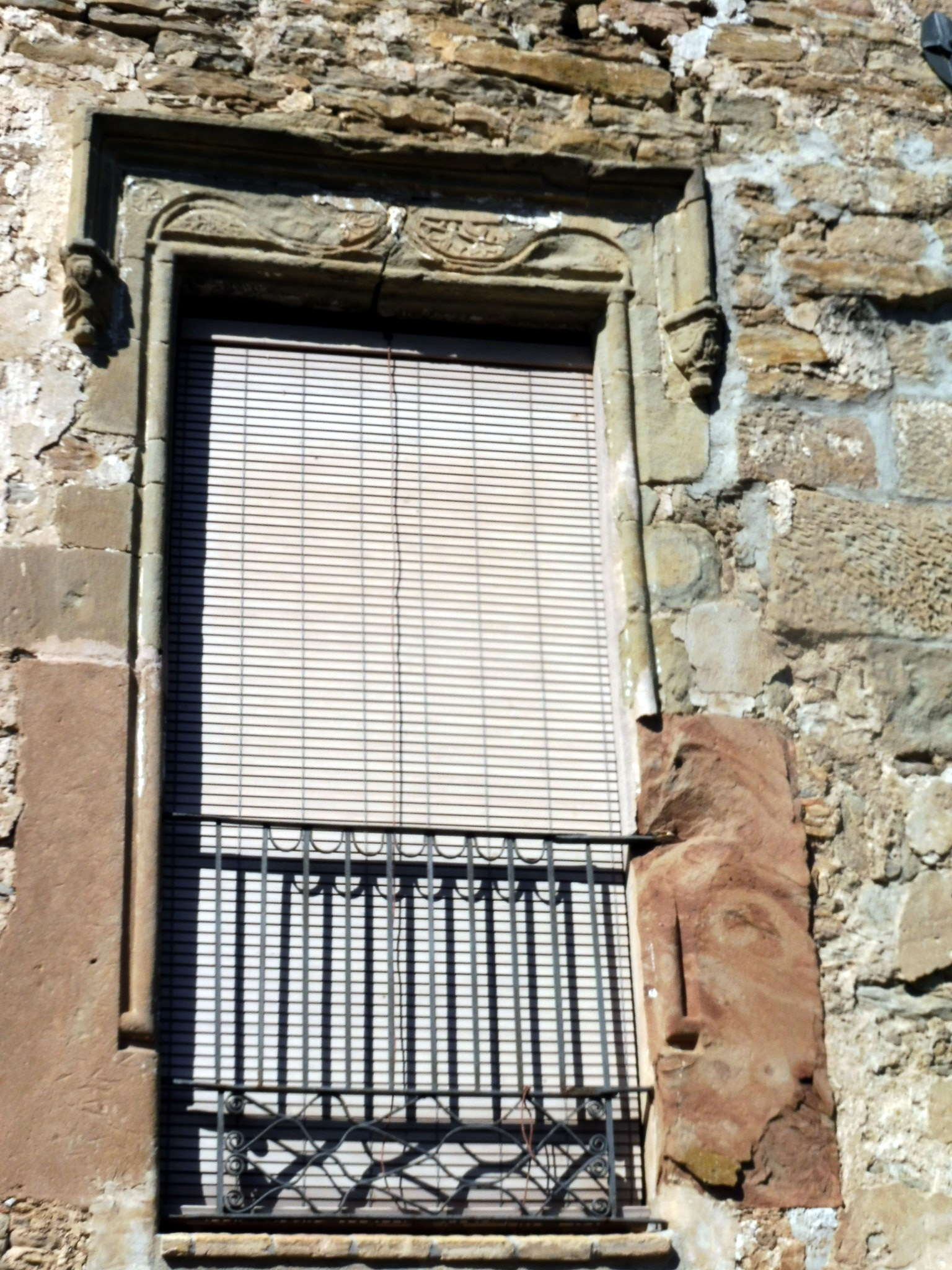
El balcó

Pel que fa al balcó, actualment situat en un lateral, havia estat situat, originàriament, damunt la porta principal. Presenta uns petits capitells romànics, un d'ells representa una figura humana i l'altre un animal semblant a un drac. Són capitells totalment decoratius que figuren com a final d'una orla que emmarca la llinda. Tota la vasa del balcó també destaca pel treball fet en la pedra que s'atura a un pam de la terra d'ambdós costats. La llinda també presenta una decoració bastant esquematitzada.

## Pou de gel
El pou de glaç és un element inventariat de manera singular. És una concavitat circular, eventualment excavada, i que aquí té les parets recobertes de carreus amb un arc toral per aguantar la volta. S'hi penetra per un passadís en forma de "L" d'uns 7 o 8 metres de llarg i 1,30 metres d'alçada, el qual desemboca en la cavitat circular d'uns 3 metres de diàmetre per 7 o 8 d'alçada. Estava destinat a ser magatzem de neu o gel natural extret de les geleres. Presenta un bon estat de conservació. La coberta és de pedra, i de forma cupular amb una obertura central, òcul.